# Probiantes
Probiantes is een geslacht van hooiwagens uit de familie Biantidae.
De wetenschappelijke naam Probiantes is voor het eerst geldig gepubliceerd door Roewer in 1927. 

## Soorten
Probiantes is monotypisch en omvat slechts de volgende soort:
- Probiantes croceus